# Orhei
Orhei (russo: Орге́ев Orgéev, iídiche: אוריװ Uriv) é uma cidade da Moldávia.